# Bundesarbeitsgemeinschaft der Mittel- und Großbetriebe des Einzelhandels
Der Einzelhandelsverband Bundesarbeitsgemeinschaft der Mittel- und Großbetriebe des Einzelhandels e. V. (BAG) vertrat bis Dezember 2009 die mittleren und großen Unternehmen des deutschen Einzelhandels insbesondere im Textileinzelhandel.
Seine Gründung erfolgte am 19. September 1949 in Assmannshausen als Berufs-, Wirtschafts- und Arbeitgeberverband. Die meisten Mitglieder waren in einem städtischen Umfeld tätig, darunter Kauf- und Warenhäuser und der mittelständische Fachhandel. Insgesamt bildete der Verband etwa 10 % des Branchenumsatzes des Einzelhandels in Deutschland ab. Zu den Mitgliedern gehörten u. a. KarstadtQuelle, Douglas, Woolworth, engelhorn KGaA, Peek & Cloppenburg und die Katag AG, bis zum Jahr 1999 auch Kaufhof. Letzter Präsident des BAG war Helmut Merkel, ehemals Karstadt-Warenhaus-Chef, zuvor Lovro Mandac, Vorstandsvorsitzender der Kaufhof Warenhaus AG und Walter Deuss, damals Vorstandsvorsitzender der Karstadt Warenhaus AG. Letzter Hauptgeschäftsführer war Rolf Pangels, der auf Johann Hellwege folgte.
Der Verband wurde von den in den ehemaligen westdeutschen Bundesländern existenten Landesarbeitsgemeinschaften der Mittel- und Großbetriebe gegründet. In den 1970er- und 1980er-Jahren hatte er seinen Sitz in der Lindenallee 70 im Kölner Stadtteil Marienburg. Nach der Deutschen Wiedervereinigung gründete die BAG zunächst ein Büro in Leipzig, später bildeten sich in den ostdeutschen Bundesländern ebenfalls Landesverbände bzw. -arbeitsgemeinschaften.
Eine Fusion mit dem Handelsverband Deutschland - Der Einzelhandel (HDE) war ursprünglich geplant. Der Geschäftsbetrieb der BAG wurde jedoch infolge der Insolvenz der Karstadt Warenhaus GmbH zum 9. Dezember 2009 eingestellt. Der Verband besteht in Liquidation mit einem erheblichen Vermögen fort, welches nun dem Ausgleich und der Sicherung der Pensionsverpflichtungen dient. Liquidator ist der ehemalige Geschäftsführer des Landesverbands Berlin-Brandenburg, Nils Busch-Petersen.
In Zukunft will der Handelsverband Deutschland (HDE) nach eigenen Angaben auch den großen Mitgliedsunternehmen des BAG, der seine Tätigkeit als Bundesverband Ende des Jahres einstellt, „eine Heimat geben“. Die großen Mitgliedsunternehmen des BAG hätten bereits ihre Mitgliedschaft im neuen HDE erklärt. Die meisten mittelständischen BAG-Unternehmen gehören bereits dem HDE und seinen Landes- und Regionalverbänden an.